# 三上真史
三上真史（日语：／ Mikami Masashi */?，1983年6月20日—）是日本男性演員，出身自日本新潟縣新潟市，所屬經紀公司為渡邊娛樂，並曾是其旗下團體D-BOYS的一員。身高177cm，血型為A型。中學就讀新潟縣立新潟南高等學校，後畢業於明治大學政治經濟學部，主修經濟、副修社會學。後來於2006年，出演日本特攝超級戰隊系列的《轟轟戰隊冒險者》，飾演冒險藍（最上蒼太）。後於2017年5月在自己的部落格上宣布與圈外人的高中學妹結婚，並於2018年11月底宣佈第一子出生升格當爸。
他擁有園藝師（garden coordinator）及理財規劃師的資格。

## 演出紀錄及作品

### 電視劇
- DUAL FEEL（日產&Yahoo!BB 連續電視劇） - 飾演 高木翔太
- Love season～恋する季節～（NTT DoCoMo手提電視劇）
  - 幼馴染 - 飾演 隆（主演）
  - 離れていても - 飾演 Ken（主演）
  - 約束 - 飾演 圭吾
- 19borders 第3・4・5話 - 飾演 早乙女光一
- 轟轟戰隊冒險者（2006年2月12日-2007年2月11日，朝日電視台） - 飾演 最上蒼太／冒險藍
- 小兒救命 - 飾演 飯田智明
- 假面騎士Drive 第14-15話（2015年1月18-25日，朝日電視台）- 飾演 二階堂弘樹
- 假面騎士聖刃（2020年9月6日-2021年8月29日，朝日電視台）- 飾演 長嶺謙信

### 電視節目
- おもいッきりイイ!!テレビ（日本電視台）
  - 美肌泉隊SPA RANGER（2007年10月 - 2008年3月） - 飾演 黃色SPA戰士
  - 山盛り 海盛り 朝ゴハンの旅（2008年4月 - ）
- 日本史懸疑劇場 再現電視劇 - 飾演 新選組-楠小十郎（2008年10月15日）（2009年2月18日）
- NHK「趣味園藝」レギュラー 読売プレミアムにてコラム「三上真史のEYE」連載中（2012年10月）

### 電視動畫
- 戰國鳥獸戲畫～甲～（2016年10月8日－，KBC電視台）聲演－細川忠興、武田信玄、黑田官兵衛

### 電影
- SWING GIRLS（2004年） - 飾演 雄介（工場Folk Duo的弟弟）
- GIRA - 主演 健太
- HIRAKATA - 飾演 健太（助演）
- 偶然にも最悪な少年 - 飾演 不良高校生
- DV - 飾演 高校生
- Linda Linda Linda - 飾演 三上守
- 僕と彼女の××× - 飾演 高校生
- Waters - 飾演 主持人
- 轟轟戰隊冒險者 THE MOVIE 最強的密寶（2006年） - 飾演 最上蒼太／冒險藍
- GROW（愚郎） - 飾演 滑川
- 星砂の島のちいさな天使 〜マーメイドスマイル〜（2010年） - 飾演 中浜光一

### 廣告
- NTT DoCoMo東海505i
- PS2 Unlimited Saga
- 日產Tiida（2004年）
- FOR-SIDE.COM
- 東建公司
- 超級機械人大戰OG ORIGINAL GENERATIONS「しょこたん夢中編」（與中川翔子共演）

### 舞台劇
- アダルトな女たち（2007年8月3日） - 客串演出（出張ヒーローホスト・タクヤ）
- Memories 2 ～Second Offer～（2007年8月8日－14日） - 飾演 森本忠晴
- *pnish*本公演vol.9「Secret Box」（2007年9月14日－18日・29日－30日） - 飾演 松井
- 夢のひと～供ニ笑ヒ供ニ生キ～（2007年12月14日－2008年2月2日） - 飾演 林良文
- 加州故事（2008年2月27日－3月9日） - 飾演 Terence Swason　其他（W Cast）
- LOST DAYS（2008年5月9日－25日） - 飾演 板谷太一
- D-BOYS STAGE vol.2『Last Game』（2008年6月20日－7月6日） - 飾演 早稲田野球部／岡島忠之
- 結婚の条件（2008年9月6日） - 客串演出（畢業生・黑岩）
- ミュージカル「ザ・ヒットパレード　-ショウと私を、愛した夫-」（2009年3月－4月）

### DVD
- 禁斷之戀（2008年1月25日） - 飾演 水木律

### Original Video
- 轟轟戰隊冒險者VS超級戰隊（2007年，東映） - 飾演 最上蒼太／冒險藍
- 獸拳戰隊激氣連者VS冒險者（2008年，東映） - 飾演 最上蒼太／冒險藍

### 雜誌
- SWING GIRLS官方指南（角川書店）
- 月刊POPORO

## 外部連結
- 三上真史オフィシャルブログ「Mikami garden」（页面存档备份，存于） (2013年6月3日～)
- （日語） 三上真史 BLOG（2007年10月19日～）
- （日語） 三上真史官方網站

| 前任： 甲斐麻美 （魔法戰隊魔法連者） | 日本超級戰隊系列藍色戰士演員 轟轟戰隊冒險者 2006年2月19日-2007年2月11日 | 繼任： 高木萬平 （獸拳戰隊激氣連者） |

1. ↑  . YOMIURI ONLINE. 2015-02-03  [2016-11-17]. （原始内容存档于2016-11-17）.